# Épamprage
L'épamprage est une opération horticole consistant à débarrasser un cep de vigne des rameaux (ou pampres, ou gourmands) afin de favoriser la maturation des branches fruitières porteuses de raisin. Cette opération s'effectue au printemps, du débourrement à la floraison.